# ابراهیم همدانی
ابراهیم بن حسین همدانی با نسب‌های حسنی و حسینی (؟ -۱۶۱۷م) متکلم، الهی‌دان شیعهٔ امامی و قاضی ایرانی هاشمی‌تبار بود. پس از پدرش قضاوت را بر عهده گرفت. شاه عباس او را تکریم می‌کرد. الأنموذجة الابراهیمیة که تعلیقاتی بر دو کتاب شفاء و نجات ابن سیناست و حاشیة علی الکشاف از آثار اوست.